# Marvin Bagley III

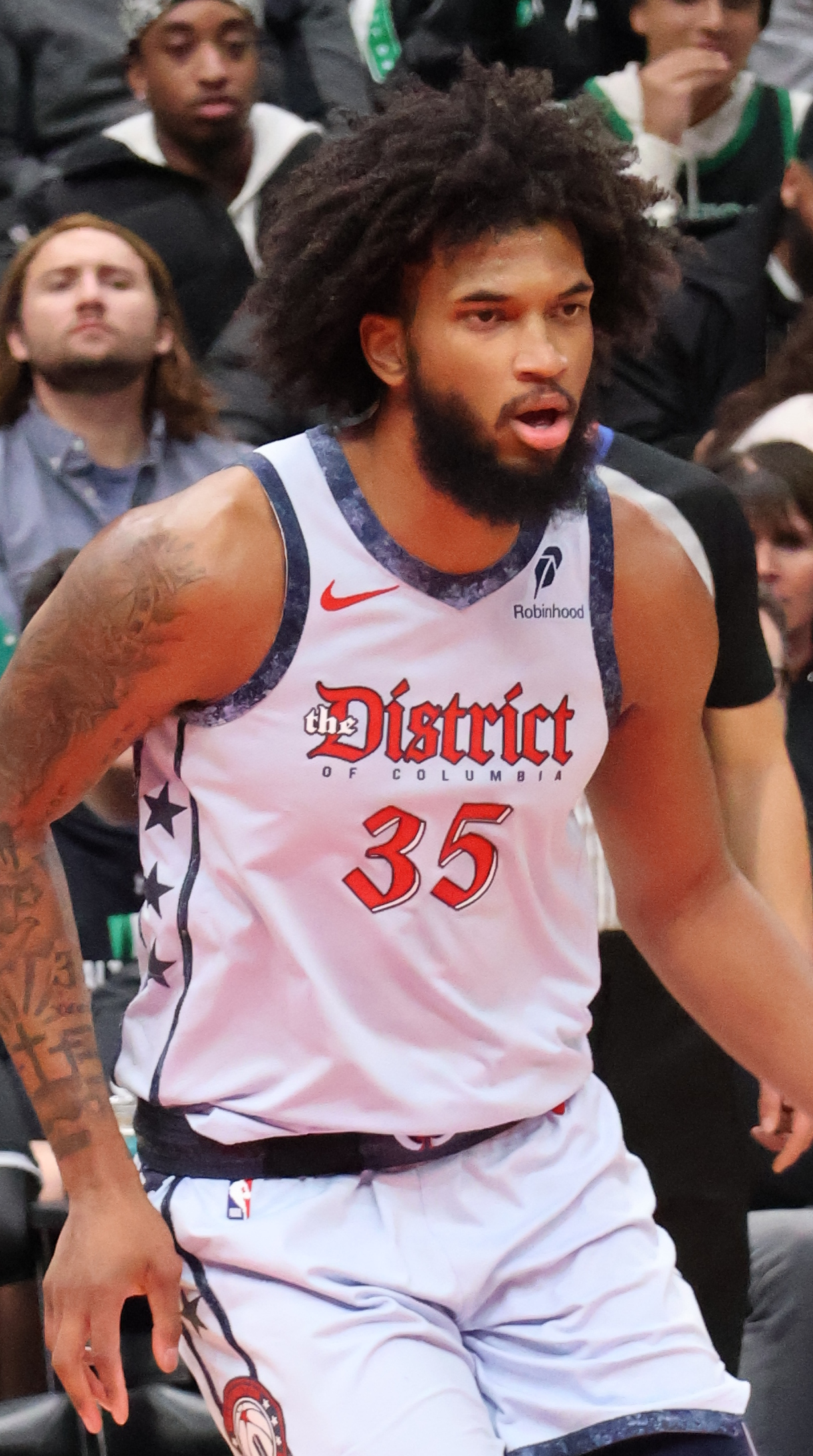
Marvin Bagley III, 2024.

Marvin Bagley III, född 16 mars 1999 i Tempe i Arizona, är en amerikansk professionell basketspelare (PF/C) som spelar för Washington Wizards i National Basketball Association (NBA). Han har tidigare spelat för Sacramento Kings, Detroit Pistons och Memphis Grizzlies.
Bagley draftades av Sacramento Kings i första rundan i 2018 års draft som andre spelare totalt.
Innan han blev proffs studerade Bagley vid Duke University och spelade för deras idrottsförening Duke Blue Devils.
Han är bror till Marcus Bagley och barnbarn till Joe Caldwell.